# Franciscaner klooster (Paderborn)
Het Franciscaner klooster (Duits: Franziskanerkloster) is een klooster in de Westfaalse plaats Paderborn.

## Geschiedenis

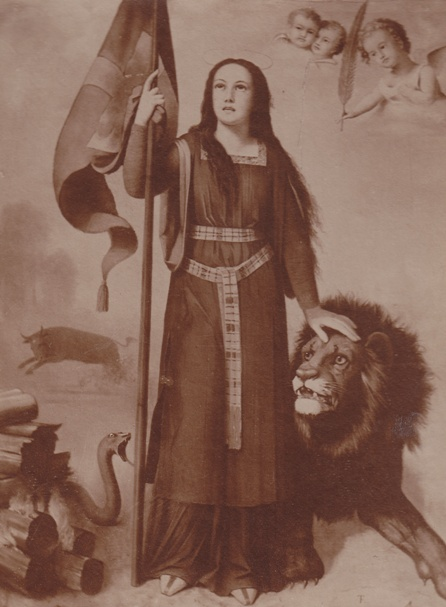
Een schilderij van Sint-Thekla, een werk van Franz Thöne (1902) vervaardigd voor het Franciscaner klooster van Paderborn (vernietigd in 1945)

Het begin van het klooster gaat terug op het jaar 1232. Toen vestigen de minderbroerders zich in het Johannesklooster te Paderborn. Dit klooster werd echter na de reformatie opgeheven. 
Pas in 1658 volgde een tweede vestiging van Franciscaanse observanten, nu in de Westernstraße. De eerste steen van het klooster volgde in 1663, de kerk werd enkele jaren later gebouwd. Tijdens de Kulturkampf werd het klooster van 1875 tot 1887 gesloten. In de Eerste Wereldoorlog werden de gebouwen als lazaret gebruikt. Een bombardement op Paderborn in 1945 verwoestten zowel klooster als kerk. De wederopbouw vond onmiddellijk na de oorlog plaats. De kerk werd al in 1948 en de kloostergebouwen drie jaar later in gebruik genomen.
In de jaren 2005-2006 vond een omvangrijke verbouwing en modernisering plaats. De broeders houden zich voornamelijk bezig met de zieken- en zielszorg in de stad Paderborn. 
In het klooster worden geregeld voordrachten, tentoonstellingen en concerten georganiseerd.  

## Elpidius Markötter
In het klooster studeerde de martelaar Elpidius Markötter (1911-1942), een Duitse Franciscaan, priester en docent die actief verzet pleegde tegen het nationaalsocialisme en op 28 juni 1942 in het concentratiekamp Dachau stierf.